# Tunnel van Nessonvaux
De tunnel van Nessonvaux is een spoortunnel in Nessonvaux, een deelgemeente van Trooz. De tunnel heeft een lengte van 192 meter. De dubbelsporige spoorlijn 37 gaat door deze tunnel.
Het station Nessonvaux ligt naast het westelijke portaal van de tunnel.